# Puyravault (Wandea)
Puyravault – miejscowość i gmina we Francji, w regionie Kraj Loary, w departamencie Wandea.
Według danych na rok 1990 gminę zamieszkiwało 438 osób, a gęstość zaludnienia wynosiła 26 osób/km² (wśród 1504 gmin Kraju Loary Puyravault plasuje się na 878. miejscu pod względem liczby ludności, natomiast pod względem powierzchni na miejscu 696.).